# Ubaldo Montelatici
Ubaldo Montelatici, né en 1692 à Florence et mort dans cette même ville le 3 août 1770, est un écrivain et érudit italien.

## Biographie

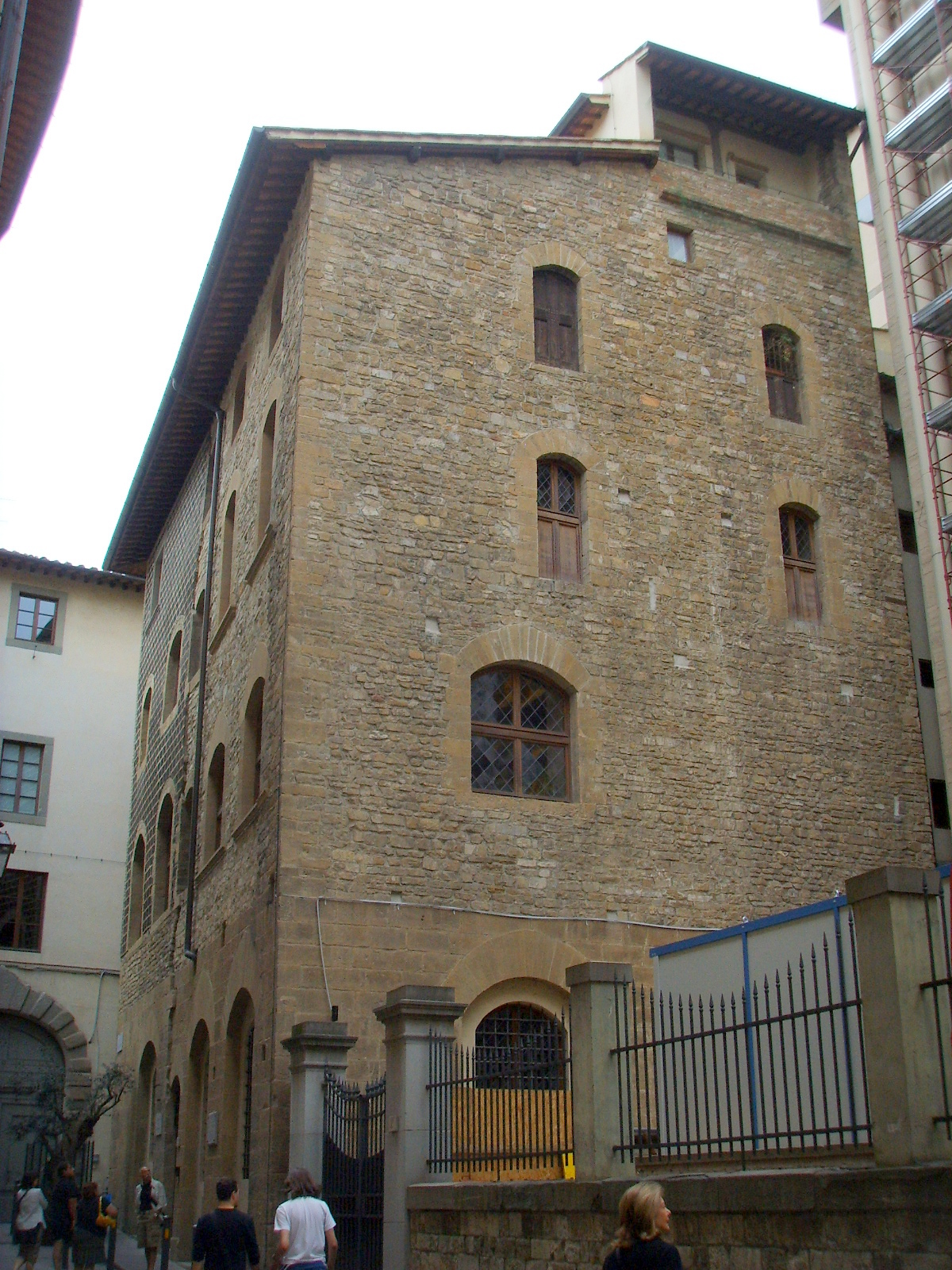
L'édifice dit Torre dei Pulci : siège de l'Accademia dei Georgofili.

Chanoine de la Congrégation de Latran, Montelatici naquit à Florence en 1692, et se distingua par l’étendue et la variété de ses connaissances. Versé dans les sciences ecclésiastiques, il les professa pendant plusieurs années à Pistoia, à Fiesole, à Brescia et à Milan, avec tant de succès qu’en 1747 il fut décoré du titre d’abbé privilégié, et qu’il obtint l’abbaye de St-Pierre in casa nuova, près de Laterina. Ce fut là qu’il prit le goût de l’agriculture, et qu’il en fit une étude particulière. Obligé en 1751 de retourner à Florence pour des raisons de santé, il conçut l’idée d’y établir une académie dont l’objet serait de s’occuper d’économie rurale : il parvint à réaliser ce projet par le crédit du comte Emmanuel de Richecourt, alors premier ministre. L’empereur Léopold II en favorisa l’érection, lorsqu’il devint grand-duc de Toscane. Il fit prendre à cette académie le nom de Accademia dei Georgofili. L’abbé Montelatici entreprit en 1763 un voyage en Allemagne. Son but était d’y visiter les établissements d’agriculture, d’en observer les méthodes et les diverses pratiques, d’examiner les machines employées à la culture, de les faire dessiner, et enfin de publier un Dictionnaire raisonné de cette science, qu’il avait composé avec le docteur Saverio Manetti. Il eut à Vienne l’honneur d’être présenté à l’impératrice-reine, dont il reçut un accueil plein de bienveillance. Elle le chargea de parcourir les divers terrains de la Styrie et de la Carinthie, pour y voir des plantations de mûriers qu’on avait formées par les ordres de S. M. Il s’acquitta de cette commission à la satisfaction de l’impératrice, qui lui fournit les moyens de continuer ses voyages et de remplir utilement les vues qui les lui avaient fait entreprendre. Il ne revint à Florence que vers la fin de 1764, muni de bons mémoires et de nombreuses notes ; et il continua ses travaux, malgré les incommodités qui altérèrent sa santé et affaiblirent sa mémoire. Une attaque d’apoplexie mit fin à ses jours le 3 août 1770.

## Œuvres
- Ragionamento sopra i mezzi più necessari per far rifiorire l’agricoltura, colla relazione dell’erba orobanche. On trouve un bon extrait de cet ouvrage dans la Storia letteraria d’Italia, vol. 5, p. 207, et un éloge de l’abbé Montelatici dans les Mémoires de la société royale économique de Florence, par le docteur Saverio Manetti.